# سلحفاة المياه العذبة

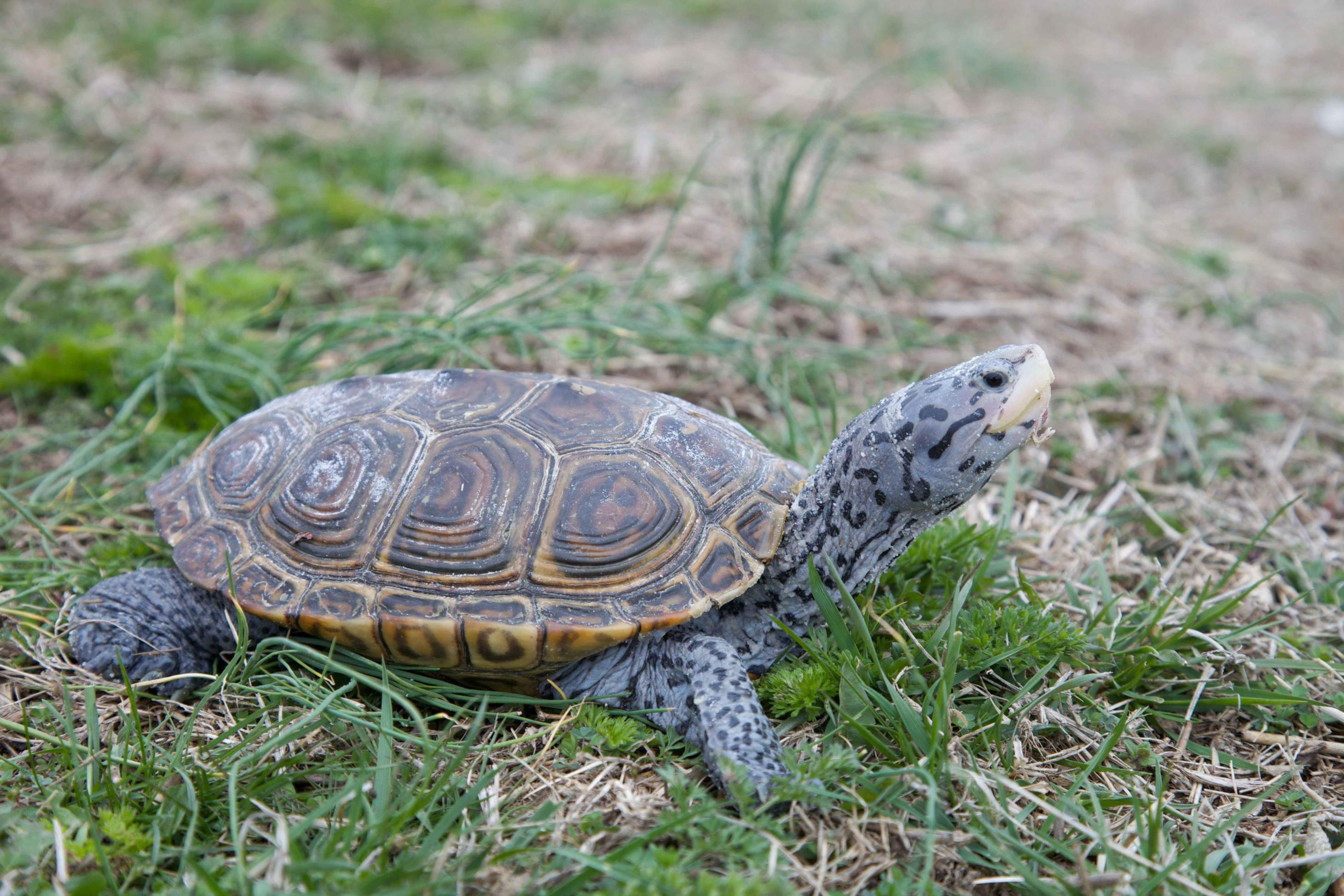
سلحفاة ذات ظهر المعين

سُلحفاة المياه العذبة أو الحَمَسَة (الجمع: الحَمَس) أو الرَّقّ (الجمع: رُقُوق) أو سُلحفاة الأنهر أو الترابينة أو الطرابين أو التيرابين هي صنف من عدة أصناف السلاحف الصغيرة التي تعيش في المياه العذبة أو قليلة الملوحة، ولا تشكل هذه الأنواع وحدة تصنيفية وقد لا ترتبط ارتباطًا وثيقًا، ينتمي العديد منها إلى فصيلة الحمسيات الأرضية وفصيلة سلاحف المياه العذبة.
اسم "تيرابين" مشتق من torope، وهي كلمة في لغة ألغونكويان تشير إلى نوع السلاحف معينية الظهر (Diamondback terrapin)، ويبدو أن المصطلح أصبح جزءًا من الاستخدام الشائع خلال الحقبة الاستعمارية لأمريكا الشمالية ونقل إلى بريطانيا العظمى، ومنذ ذلك الحين، استخدم في الأسماء الشائعة للاختبارات في اللغة الإنجليزية.